# Лаздукалнская волость
Лаздукалнская волость — одна из административных территорий Балвского края. Граничит с волостями Ругаи, Вектилжа, Тилжа и Берзпилс того же края, а также с волостями Индрани Мадонского края. Крупнейшие населенные пункты: Бенислава (центр волости), Скуетники, Липори, Капуне и Рубани.
На территории лаздукалнской волости находятся несколько археологических памятников государственного значения: поселения жителей Лубанской равнины каменного века и раннего бронзового века — поселение Лагажа (2-я четверть II тыс. до н. э.), поселение Оса (5600 — 2300 гг. до н. э.) и поселение Пиестине.

### Реки
В волости протекают реки:
Айвиексте, Балупе, Дзиляуне, Паласня, Паукле, Пиестиня, Пократенья, Сайпите, Варниене.

## История
В 1965 году в Балвском районе было образовано село Лаздукалнс, объединившее территорию совхоза «Лаздукалнс» деревень Лиепари и Ругаи. В 1977 году оставшаяся часть ликвидированного села Лиепари была присоединена к селу Лаздукалнс. В 1990 году село было преобразовано в волость. В 2009 году Лаздукалнская волость была включена в качестве административной территории в состав  Ругайского края. В 2021 году волость Ругайи была включена в состав Балвского края.